# Kanton Chevilly-Larue
Kanton Chevilly-Larue is een voormalig kanton van het Franse departement Val-de-Marne. Kanton Chevilly-Larue maakte deel uit van het arrondissement L'Haÿ-les-Roses en telde 23.573 inwoners (1999).
Het werd opgeheven bij decreet van 17 februari 2014 met uitwerking in maart 2015.

## Gemeenten
Het kanton Chevilly-Larue omvatte de volgende gemeenten:
- Chevilly-Larue (hoofdplaats)
- Rungis